# Vemakylindrus costaricanus
Vemakylindrus costaricanus är en kräftdjursart som beskrevs av Mihai Bacescu 1961. Vemakylindrus costaricanus ingår i släktet Vemakylindrus och familjen Diastylidae.
Artens utbredningsområde är Costa Rica. Inga underarter finns listade i Catalogue of Life.